# Anagonia lasiophthalma
Anagonia lasiophthalma là một loài ruồi trong họ Tachinidae.